# Bethel Nnaemeka Amadi
Bethel Nnaemeka Amadi (25 de abril de 1964 - 10 de fevereiro de 2019) foi um político nigeriano. Ele serviu como Presidente do Parlamento Pan-Africano entre 2012 e 2015.

## Carreira
Amadi nasceu em 25 de abril de 1964, filho de pais do estado de Imo. Ele foi para a Universidade de Jos e obteve o diploma de bacharel em Direito com honras. No início da década de 1990, Amadi trabalhou no setor petrolífero na Nigéria e, juntamente com outros, fundou um escritório de advocacia.
Entre 2012 e 2015, foi Presidente do Parlamento Pan-Africano. Em 27 de maio de 2015, o seu sucessor Roger Nkodo Dang foi eleito. Amadi morreu em 10 de fevereiro de 2019.